# Maleh Ferrer
Maleh Ferrer (Valencia, Venezuela, 8 de diciembre de 1982) es una actriz venezolana.

## Inicios
Tuvo sus primeros inicios en su país natal, donde en unas vacaciones consiguió la oportunidad de participar en una campaña publicitaria piloto para Pepsi de Latinoamérica.
A partir de ese momento obtuvo una sólida propuesta para participar en el Miss Venezuela, la cual no pudo completar debido a su corta edad y por no residir más en su país natal.  
Luego de un largo tiempo fuera del ojo público, regresa esta vez a la televisión de la mano de Telemundo en la telenovela Aurora, además de lograr participaciones especiales en videos musicales de artistas reconocidos como Elvis Crespo,  entre otros.
Maleh ha sido imagen de la multinacional New York Life Insurance, así como de Billboards and Tums.
Actualmente ha culminado exitosamente su último proyecto con Telemundo con la telenovela Santa Diabla protagonizada por el actor Carlos Ponce y la muy reconocida Gaby Espino. También logró una brillante participación como madre y víctima abusada psicológicamente por la tormentosa familia Villamayor en la producción televisiva Dama y Obrero. 
En el 2013, realizó una participación especial, como actriz invitada en la telenovela Marido en alquiler, producida por Telemundo Studios Miami y Rede Globo, apareciendo simultáneamente en dos telenovelas y con dos personajes completamente distintos.

## Teatro
"Cosas de la vida" como "Elsa Arismendi", montada y dirigida por Adriana Barraza y Jacqueline Naher.